# Neptuniorden

Kraschan för Neptuniorden.

Neptuni Orden är ett ordenssällskap med säte i Sjöfartshuset på Skeppsbron 10 i Stockholm. Den instiftades i Stockholm den 22 mars 1812 och har sitt ursprung i Conjunkentus Orden, som bildades av svenska sjömilitärer och sjökaptener i London år 1801. Konung Carl XVI Gustaf är ordens Höge Beskyddare.

## Syfte
- Att lämna understöd till sjömän, deras änkor och barn.
- Att utöva hjälpverksamhet bland Ordens medlemmar och deras anhöriga.
- Att verka till nytta och gagn för sjöfolk i allmänhet.
- Att befrämja sällskaplig samvaro mellan medlemmarna.

## Verksamhet

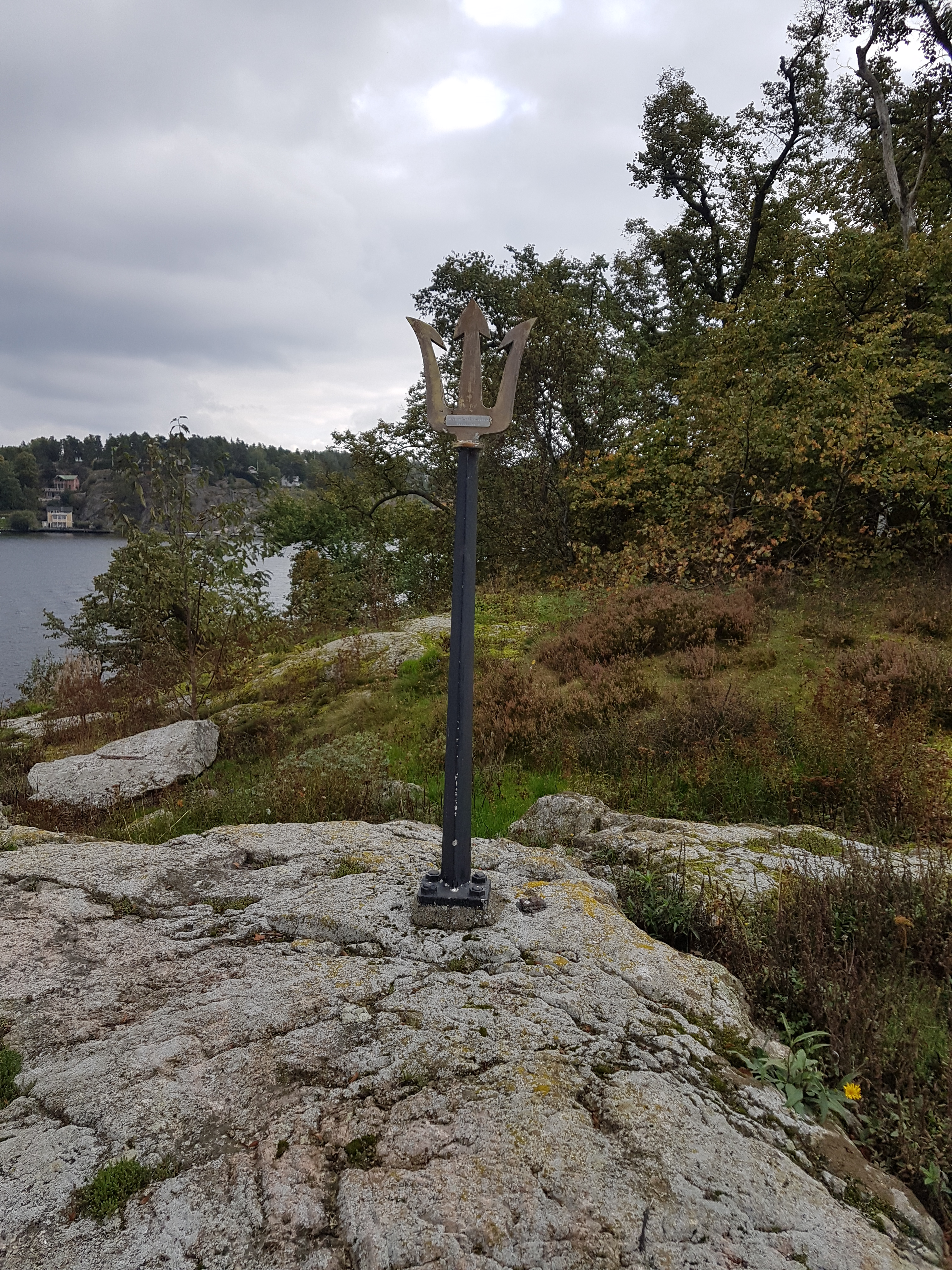
Sveriges holme, september 2017. Neptuniordens treuddigga gaffel, gaffel nummer 28, placerad på holmen 1989-07-06.

Ordensbröderna har som tradition att under sommaren göra båtutfärder i Stockholms skärgård till någon av de 30-talet platser, där man under årens lopp till Neptuns ära har utplacerat en treuddig gaffel väl synlig från sjön, fastsatt i en berghäll. Den första s.k. Neptunigaffeln sattes upp 1812 på Sveriges holme som ligger vid det norra inloppet till Skurusundet i Lilla Värtan. En Neptuni gaffel sattes upp 1816 på Svanholmen i Hustegafjärden vid Lidingö men inga spår av denna finns kvar. Två andra finns på Fjäderholmarna respektive Långholmen. Två Neptuni gafflar är placerade utomlands, på den tidigare svenskägda ön Saint Barthélemy i Västindien och utanför Svenska Sjömanskyrkan i London. Den senast utplacerade gaffeln tillkom i slutet av sommaren 2018 och finns vid byn Långvik på norra Möja.
Ordens verksamhet påminner om Coldinuorden, vilken också har anknytning till stöd för sjöfarare. Cirka en miljon kronor delas ut varje år till enskilda behövande och till samverkande organisationer. Neptuni Orden hedrar varje år alla donatorer och gåvogivare som gör detta möjligt. Verksamheten bedrivs i samverkan med Svenska kyrkan och andra organisationer.

## Medlemskap och styrning
Medlem ska ha intresse för ordens syften och ändamål, vara av myndig ålder och känd för redbar vandel. För närvarande har orden ca 1000 medlemmar, indelade i nio grader. Medlemmar inväljs efter förslag från två nuvarande medlemmar av lägst femte graden. Neptuni Orden styrs av en styrande chef som är ordförande i styrande kapitlet. 

## Grader och ritualer
Neptuniorden arbetar, som de flesta andra ordenssällskap, med en inre rituell verksamhet. Orden har nio grader. Varje grad har en till sig knuten ritual vars innehåll är hemligt för utomstående och bröder av lägre grad.

## Högtider och övriga sammankomster

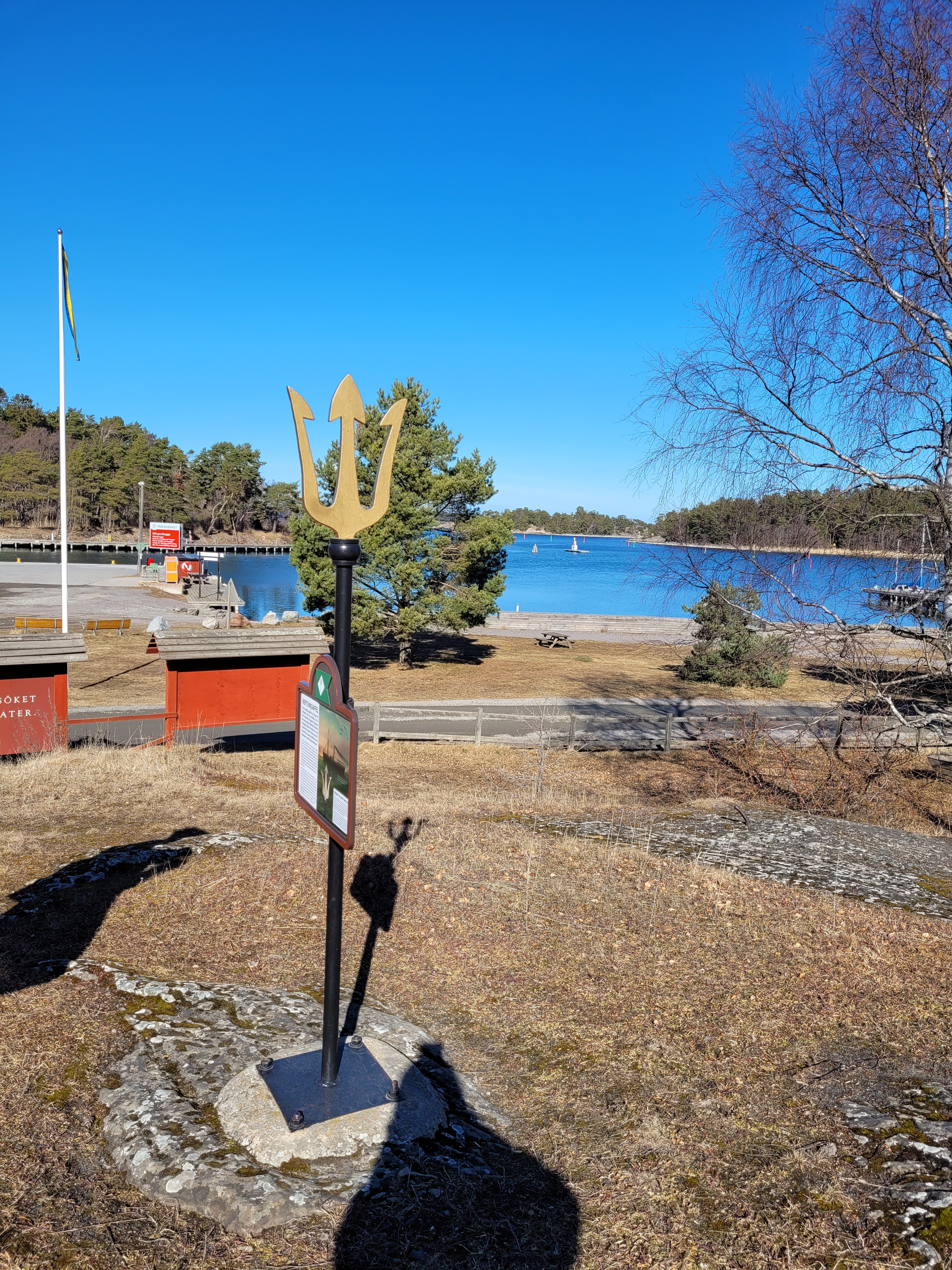
Gaffel nummer 24, Utö.

Vinterhögtidsdag hålls i mars till minne av ordens instiftande. Då överlämnas en brudgåva till årets Neptunibrud, en ung kvinna som står i begrepp att gifta sig och är dotter till en som tjänat i Svenska flottan. Brudgåvan kommer ur Adelsköldska fonden. Neptunibruden har rätt att bära ordens brudkrona vid sin vigsel. Under vinterhalvåret träffas bröderna var fjortonde dag i Sjöfartshuset på Skeppsbron i Stockholm, köpt av Neptuni Orden och tre broderföreningar för donationsmedel.

## Neptuni gafflar[3]
| Nr | Plats                                                 | Uppförd          | Status |
| -- | ----------------------------------------------------- | ---------------- | --- |
| 1  | Sverigeholmen vid Skurusundet                         | 8-9 augusti 1812 | Borta men ersatt med ny gaffel (nr 28)                                                                    |
| 2  | Klippuddens brygga på Lidingö, tidigare Käppala       | 7-8 augusti 1813 | Centerdelen av gaffeln återfunnen 2002 med kraftiga rostskador.                                           |
| 3  | Svangrundet i inloppet till Hustegafjärden, Lidingö   | 27-28 juli 1816  | Inga spår kvar                                                                                            |
| 4  | Brevik, Lidingö                                       | 27-28 juli 1816  | Inga spår kvar                                                                                            |
| 5  | Slandö Kalv i Södra Björkfjärden, Mälaren             | 27 juli 1836     | Ny gaffel uppsatt 8 juni 2011                                                                             |
| 6  | Ådö, Norra Björkfjärden                               | 6 augusti 1837   | Inga spår kvar                                                                                            |
| 7  | Tullgarns slott mellan slottet och ångbåtsbryggan     | 4 augusti 1839   | Ny gaffel uppsatt 2 augusti 2014                                                                          |
| 8  | Östanå, mitt emot Ljusterö                            | 3 augusti 1851   | Inga spår kvar                                                                                            |
| 9  | Näsby vid Gripsholmsviken, Taxinge i Mälaren.         | 18 juli 1852     | Ny gaffel uppsatt ca 100 m nordväst slottet 19 augusti 2006                                               |
| 10 | Hesselbyholm vid Fogdö, Mälaren                       | 24 juli 1853     | Ny gaffel uppsatt                                                                                         |
| 11 | Halls holme syd Södertälje                            | 21 juli 1861     | Endast en dubb kvar                                                                                       |
| 12 | Norsborg mittemot Ekerö                               | 19 juli 1863     | Kvar på 1990-talet men nu förkommen                                                                       |
| 13 | Rosersberg                                            | 19 juli 1867     | Endast en dubb kvar                                                                                       |
| 14 | Norrnäs på Värmdö strax söder om Oxdjupet             | 17 juli 1870     | Ny gaffel uppsatt 4 juni 2008                                                                             |
| 15 | Skärholmen mittemot Kungshatt i Mälaren               | 5 juli 1874      | Ny gaffel uppsatt 3 juni 2015 nedanför trapp till Skärholmens gård                                        |
| 16 | Saltsjöbaden på Kvarnholmen                           | 1893, 13 augusti | Endast fundamentet kvar                                                                                   |
| 17 | Sollenkroka, öster om Oscarskanalens mynning          | 15-16 juli 1899  | I gott skick                                                                                              |
| 18 | Sandhamn                                              | 28-29 juni 1913  | Ny gaffel uppsatt 21 augusti 2010                                                                         |
| 19 | Sippsö vid Lindalsundet                               | 21 juli 1929     | I gott skick. Flankerad av två kanoner                                                                    |
| 20 | Maderö, väster om Kofotens fyr vid Nämdöfjärden       | 13-14 juli 1935  | I gott skick                                                                                              |
| 21 | Lilla Askholmen 300 m norr om Kalvö vid Vindöström    | 13 augusti 1950  | I gott skick                                                                                              |
| 22 | Ingarö, udde söder om Småängsviken                    | 23 augusti 1959  | I gott skick                                                                                              |
| 23 | Skeppsmalen, Skagsudde                                | 1966             | I gott skick. NO:s gåva till förre StCh Emanuel Högberg på 75-årsdagen                                    |
| 24 | Utö                                                   | 28 augusti 1966  | Gaffeln återuppförd 100 m söder om ångbåtsbryggan 16 augusti 2002                                         |
| 25 | Djursholm                                             | 2 juni 1982      | Gaffeln vandaliserad. Omhändertagen av Orden 1998 och flyttad till Svenska Sjömanskyrkan i London (nr 31) |
| 26 | Fjäderholmarna, sydvästudden                          | 4 juni 1986      | |
| 27 | Vaxholm, sydvästra strandskoningen                    | 3 juni 1987      | |
| 28 | Sverigeholmen                                         |                  | Se gaffel nr 1                                                                                            |
| 29 | Långholmen, Mälaren. I parken till Carlshälls Gård    | 5 juni 1991      | |
| 30 | Gustavia på Saint-Barthélemy                          | 16 april 1996    | Framför museet "The Wall House"                                                                           |
| 31 | London utanför Svenska Sjömanskyrkan. Se gaffel nr 25 | 7 september 2001 | Flyttad till Svenska kyrkan 23 oktober 2016                                                               |
| 32 | Sjöhistoriska museet, trapp mot Djurgårdsbrunnsviken  | 6 juni 2012      | |
| 33 | Visby, Gotlandsbolagets entré                         | 3 september 2016 | |
| 34 | Möja, Långvik                                         | 25 augusti 2018  | |
| 35 | Aludden, Djursholm                                    | 9 juni 2021      | |